# Gottle O'Geer
Albums de Fairport Convention
Rising for the Moon
(1975) Live at the L.A. Troubadour
(1977)
Gottle O'Geer est le onzième album studio du groupe de folk rock britannique Fairport Convention. Il est sorti en 1976 sur le label Island Records.
Le groupe perd la moitié de ses membres après la sortie de Rising for the Moon. Avec le départ de Sandy Denny, Trevor Lucas et Jerry Donahue, il ne se compose plus que de Dave Swarbrick (en), Dave Pegg et Bruce Rowland (en). Gottle O'Geer est à l'origine censé être un album solo de Swarbrick, mais il devient un album du groupe en raison du contrat qui le lie à Island Records. Il paraît sous le nom raccourci de « Fairport » (« Fairport Featuring Dave Swarbrick » aux États-Unis).

## Fiche technique

### Chansons
| 1. | When First into This Country      | traditionnel arrangé par Dave Pegg       | 2:30 |
| 2. | Our Band                          | Dave Swarbrick (en)                      | 2:04 |
| 3. | Lay Me Down Easy                  | Bruce Rowland (en), Dave Swarbrick       | 5:15 |
| 4. | Cropredy Capers                   | Dave Pegg, Bruce Rowland, Dave Swarbrick | 3:09 |
| 5. | The Frog Up the Pump (Jig Medley) | traditionnel arrangé par Dave Pegg       | 3:16 |

| 6. | Don't Be Late   | Bruce Rowland, Dave Swarbrick | 3:24 |
| 7. | Sandy's Song    | Sandy Denny                   | 3:37 |
| 8. | Friendship Song | Benny Gallagher, Graham Lyle  | 3:01 |
| 9. | Limey's Lament  | Bruce Rowland, Dave Swarbrick | 4:35 |

La réédition remasterisée de Gottle O'Geer parue en 2007 chez Island Records inclut un titre bonus.
| 10. | Angles Brown | Dave Pegg, Dave Swarbrick | 4:00 |

### Musiciens

#### Fairport Convention
- Dave Swarbrick (en) : chant, violon, alto, mandoline, mandoloncelle, guitare acoustique, autoharpe, dulcimer électrique
- Dave Pegg : basse, mandoline, chœurs
- Bruce Rowland (en) : batterie, percussions, piano, orgue, chœurs

#### Musiciens supplémentaires
- Roger Burridge : chœurs sur Don't Be Late
- Bob Brady : chœurs sur Don't Be Late
- Martin Carthy : guitare acoustique sur Cropredy Capers
- Benny Gallagher : accordéon sur Friendship Song, chœurs sur Our Band, Don't Be Late et Limey's Lament
- Jimmy Jewell (en) : saxophone sur Don't Be Late
- Eric Johns : guitare électrique sur When First into This Country et Sandy's Song
- Nick Judd : piano sur Our Band et Cropredy Capers
- Henry Lowther (en) : trompette et bugle sur Don't Be Late
- Graham Lyle : dobro sur Friendship Song, chœurs sur Our Band, Don't Be Late et Friendship Song
- Simon Nicol (en) : guitare électrique sur Limey's Lament
- Robert Palmer : harmonica et chœurs sur Don't Be Late
- Ian Wilson : guitare électrique sur Cropredy Capers

### Équipe de production
- Bruce Rowland (en) : producteur
- Simon Nicol (en) : ingénieur du son
- Dick Cuthell (en) : ingénieur du son assistant aux studios Island
- Tony Cox : ingénieur du son assistant aux  Studios Sawmills (en)
- Tom Stimpson, Richard Eckford : pochette